# Ficus zarzalensis
Ficus zarzalensis är en mullbärsväxtart som beskrevs av Paul Carpenter Standley. Ficus zarzalensis ingår i släktet fikonsläktet, och familjen mullbärsväxter. Inga underarter finns listade i Catalogue of Life.